# Ernestine von Fricken

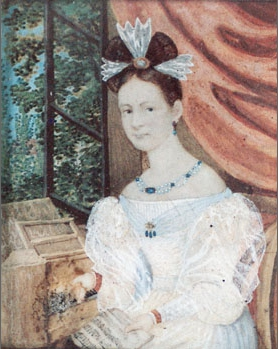
Ernestine von Fricken
im Alter von etwa 19 Jahren

Christiane Ernestine Franziska von Fricken, geb. von Zedtwitz (* 7. September 1816 in Neuberg, Böhmen; † 13. November 1844 in Asch) war eine österreichische Pianistin und zeitweilige Verlobte Robert Schumanns.

## Leben
Ernestine von Fricken war die illegitime Tochter aus einer Beziehung der unverheirateten Gräfin Caroline Ernestine Louise von Zedtwitz (1784–1861) mit dem Draht-Fabrikanten Erdmann Lindauer aus Grün bei Asch. Die Schwester ihrer Mutter, Charlotte Christiane Friederike von Zedtwitz, und deren späterer Ehemann, der Gutsbesitzer und k. k. Hauptmann Ferdinand Ignaz Freiherr von Fricken (1787–1850) waren selbst kinderlos und nahmen Ernestine zu sich. Offiziell wurde sie erst am 18. Dezember 1834 adoptiert, als Fricken anlässlich der Verlobung Ernestines die Familienverhältnisse ordnen wollte. Eine entsprechende Notiz findet sich als Nachtrag im Taufbuch.
Bekannt wurde Ernestine von Fricken vor allem durch ihre Beziehung mit Robert Schumann, den sie im April 1834 bei Friedrich Wieck kennenlernte. Im August 1834 verlobten sie sich heimlich, und Schumann widmete ihr sein Allegro op. 8 für Klavier. Daneben ist insbesondere sein Carnaval op. 9 eine bleibende Erinnerung an Ernestine von Fricken. Dort symbolisiert er ihre Heimatstadt Asch durch die Tonfolge A-Es(S)-C-H. Im Januar 1836 löste Schumann die Verbindung wieder.
Ab Sommer 1836 lebte sie auf Schloss Buldern bei Dülmen (Westfalen) bei der befreundeten Familie des Freiherrn Klemens von Romberg. Vom 4. bis 6. August 1837 hielt sie sich noch einmal in Leipzig auf und traf dort ein letztes Mal mit Robert Schumann zusammen, ebenso mit Clara Wieck.
Am 5. November 1838 heiratete sie in der katholischen Niklaskirche in Asch den 24-jährigen Grafen Wilhelm von Zedtwitz, Herr auf Asch-Schönbach, einen Sohn des Grafen Casimir Liebmann von Zedtwitz (1770–1822). Sie wird hier nicht als Ernestine von Fricken bezeichnet, sondern nach ihrer leiblichen Mutter als „Fräulein Ernestine Christiane Franziska Zedtwitz gebürtig zu Neuberg N. 28. Herrschaft Asch, Tochter der Fräulein Marianne Karoline Ernestine Louise Edlen [!] von Zedtwitz aus Obertheil-Neuberg.“ Der Graf starb bereits am 3. Juli 1839.
1841 widmete ihr Schumann noch seine Drei Gesänge op. 31 nach Texten von Adelbert von Chamisso.
Am 13. November 1844 starb sie in Asch am „Nervenfieber“.

## Briefe
- Briefwechsel Robert und Clara Schumanns mit Korrespondenten in Österreich, Ungarn und Böhmen, hg. von Klaus Martin Kopitz, Michael Heinemann, Anselm Eber, Jelena Josic, Carlos Lozano Fernandez und Thomas Synofzik (= Schumann-Briefedition, Serie II, Band 27), Köln 2023, S. 555–635; ISBN 978-3-86846-052-0